# Deltaedro

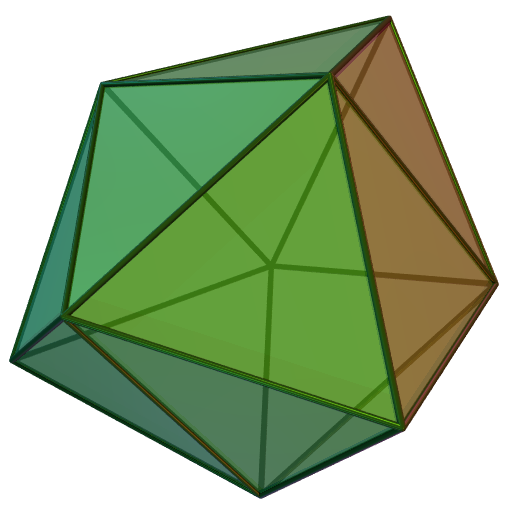
Il prisma triangolare triaumentato, un deltaedro convesso irregolare

In geometria solida un deltaedro è un poliedro le cui facce sono tutte triangoli equilateri. Questo nome deriva dal nome della lettera delta dell'alfabeto greco (Δ), simbolo che ha la forma di un triangolo equilatero.

## Classificazione
I deltaedri formano un insieme infinito di poliedri. Fra questi, solo otto sono poliedri strettamente convessi. Questi sono presentati nella tabella che segue, insieme ai numeri delle loro facce, dei loro spigoli e dei loro vertici.
| Nome                                                                                  | figura | Facce | Spigoli | Vertici |
| ------------------------------------------------------------------------------------- | ------ | ----- | ------- | ------- |
| tetraedro regolare                                                                    |        | 4     | 6       | 4       |
| dipiramide triangolare (doppio tetraedro o esadeltaedro)                              |        | 6     | 9       | 5       |
| ottaedro regolare                                                                     |        | 8     | 12      | 6       |
| dipiramide pentagonale (doppio icosacap o decadeltaedro)                              |        | 10    | 15      | 7       |
| disfenoide camuso (dodecadeltaedro)                                                   |        | 12    | 18      | 8       |
| prisma triangolare triaumentato (tetrakaidecadeltaedro)                               |        | 14    | 21      | 9       |
| dipiramide quadrata giroelongata (deltaedro cubico antiprismatico o exadecadeltaedro) |        | 16    | 24      | 10      |
| icosaedro regolare                                                                    |        | 20    | 30      | 12      |

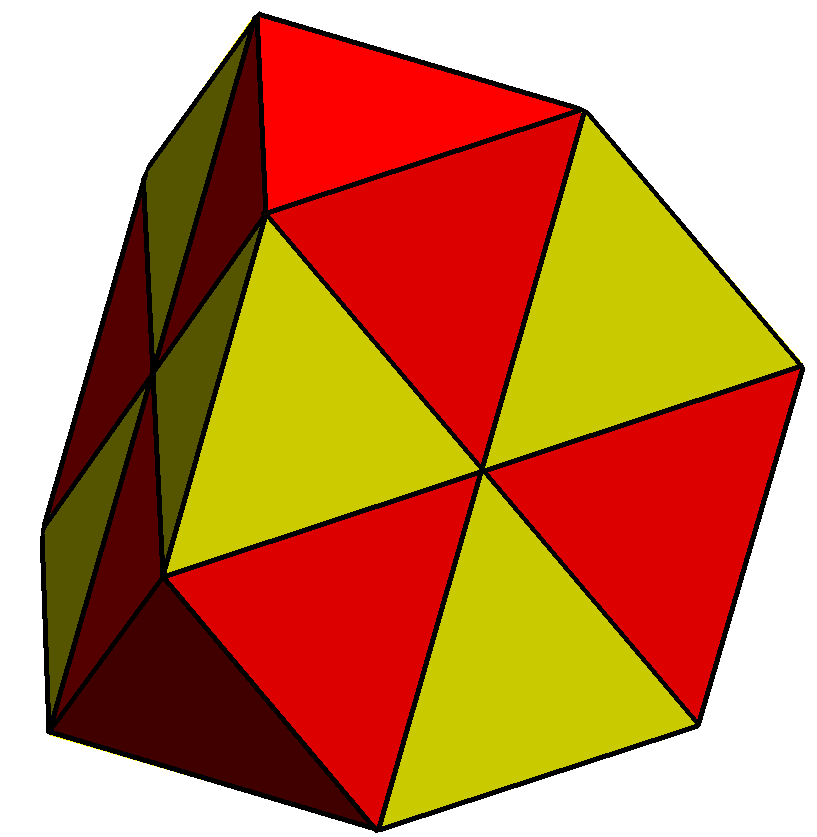
Il tetraedro troncato le cui facce esagonali sono sostituite con triangoli equilateri è un deltaedro non strettamente convesso.

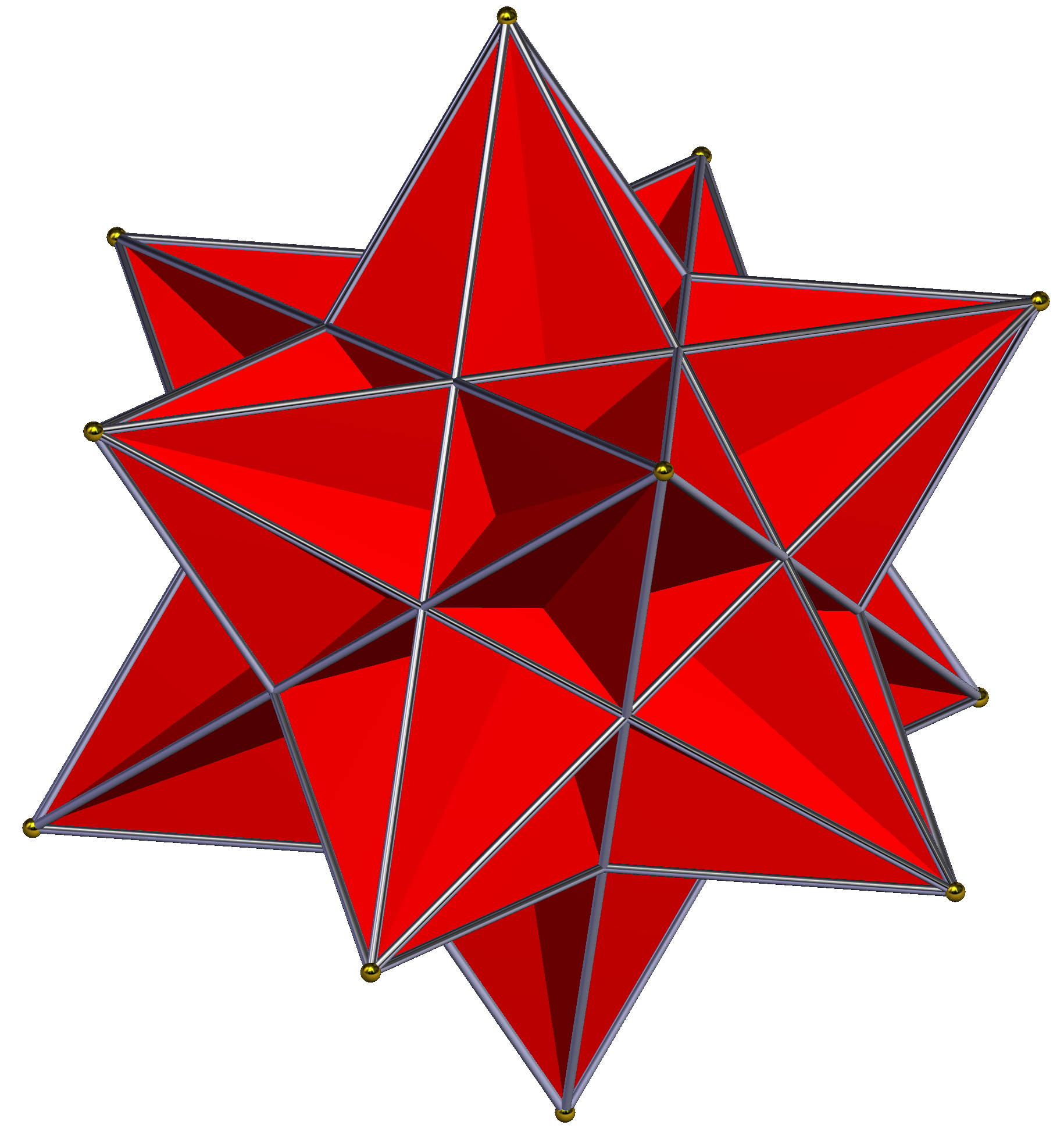
Il Grande icosaedro è un poliedro di Keplero-Poinsot. Si tratta di un deltaedro non convesso.

Solo tre degli otto deltaedri convessi sono solidi platonici:
- il tetraedro regolare, deltaedro a 4 facce, i cui vertici hanno valenza 3 (vi incidono cioè 3 facce);
- l'ottaedro regolare, deltaedro a 8 facce, i cui vertici hanno valenza 4;
- l'icosaedro regolare, deltaedro a 20 facce, i cui vertici hanno valenza 5.

Nei rimanenti cinque la valenza non è la stessa per tutti i vertici:
- Nel deltaedro a 6 facce vi sono vertici con valenza 3 e 4.
- Nei deltaedri con 10, 12, 14 e 16 vi sono vertici con valenza 4 e 5 facce in alcuni vertici incidono 4 facce, in altri 5.

Questi cinque deltaedri convessi non regolari appartengono all'insieme dei solidi di Johnson.